# التعليم العالي في إيران
لإيران شبكة واسعة من الجامعات العمومية والخصوصية تمنح شهادات في التعليم العالي. تتبع الجامعات اللائي تديرهن الدولة مباشرة إلى وزارة العلوم والبحث والتكنولوجيا (باستثناء الجامعات المختصة في المجالات الطبية). أما الجامعات المختصة في المجالات الطبية فتتبع إلى وزارة الصحة والتعليم الطبي.

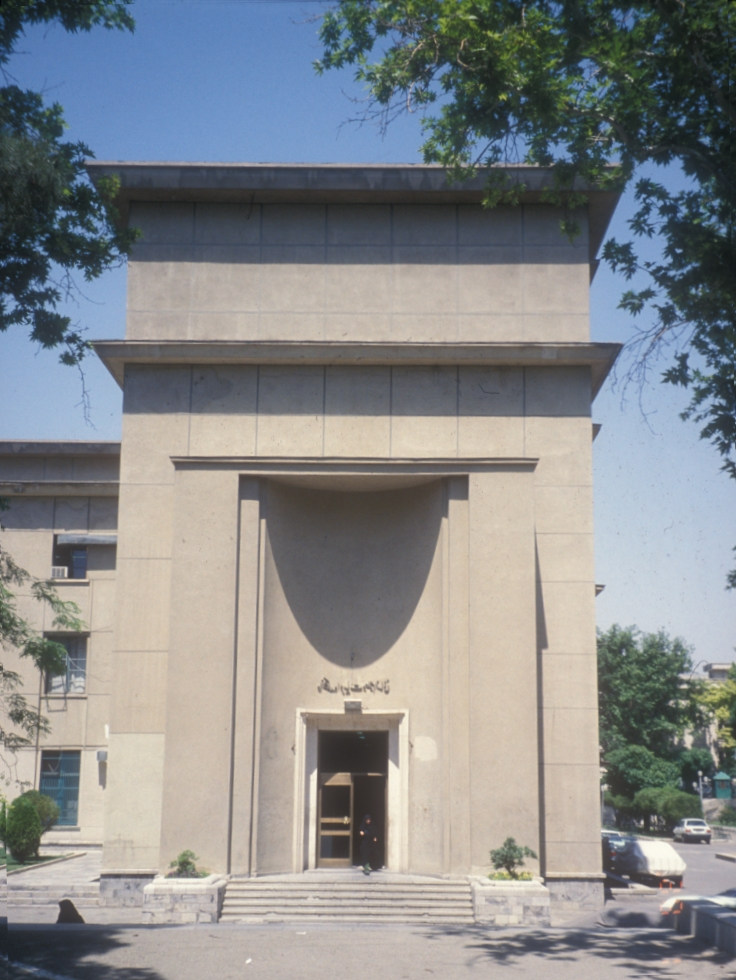
جامعة طهران, كلية العلوم الإنسانية

## التاريخ

### ماقبل الإسلام
انظر أيضا مدرسة جنديسابور.

### العصر الإسلامي
انظر أيضا حوزة وإلى المدارس النظامية

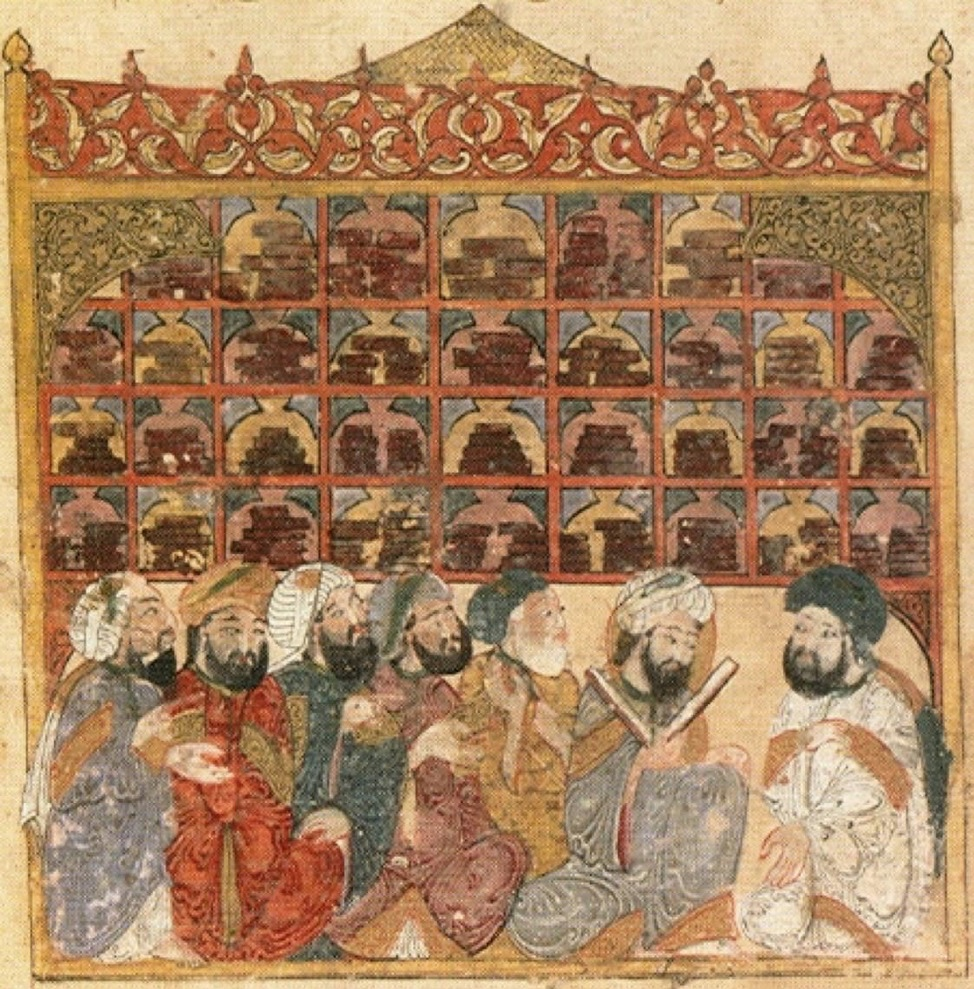
An academic library in البصرة depicted in the 13th century by Yahya ibn Vaseti (یحیی بن واسطی), found in the مقامات الحريري.

انظر إلى بيت الحكمة.

### حاليا
ولي العهد عباس ميرزا هو أول من أرسل الطلاب الإيرانيين إلى أوروبا من أجل تحصيل العلم الغربي

### هجرة الأدمغة
مقال تفصيلي: هجرة العقول في إيران

## وصلات خارجية
مواقع رسمية
- وزارة البحث والعلوم والتكنولوجيا في إيران (بالفارسية)
- وزارة الصحة والتعليم الطبي - قسم الأبحاث
- أكاديمية العلوم للجمهورية الإسلامية في إيران
- المركز الدولي لحوار الحضارات في الجمهورية الإسلامية في إيران
- Tehran Education Organization (Amuzesh Parvaresh)
- أكاديمية الجمهورية الإسلامية في إيران للغة الفارسية والأدب
- أكاديمية الجمهورية الإسلامية في إيران للعلوم الطبية
- Islamic Republic of Iran Cultural Heritage Organization
- المركز الإيراني للمعلومات والتوثيق العلمي
- مكتب إيران الرئاسي للدراسات العلمية والصناعية
- المبادرة الإيرانية للتكنولوجيا المتناهية في الصغر
- Allameh Tabatabaee جامعة

غيرها
- Iranian Diaspora: "Smart Bunch"
- The Guardian: Iranian hawk swoops on universities to crush dissent
- One example of electronic education (e-learning) in Iran: Biotechnology e-workshops
- Education & Training in Iran - Australian Trade